# Rudolf Max Ludloff
Rudolf Max Ludloff (* 15. August 1863 in Wien; † 31. Januar 1933 in Kiedrich, Hessen) war ein deutscher Architekt.

## Leben
Rudolf Max Ludloff war der älteste Sohn des Kaufmanns und Unternehmers Max Ludloff (1839–1911) und Enkel von Friedrich Carl Ludloff und wurde als  Reichsdeutscher in Wien geboren.
Ludloff besuchte ein Realgymnasium in Berlin mit Berechtigung zum einjährigen freiwilligen Militärdienst, den er aber nicht antrat. Anschließend studierte er sieben Semester Architektur am Eidgenössischen Polytechnikum in Zürich und an der Technischen Hochschule Berlin.
Ab ca. 1885 war er für mehrere Jahre angestellter Projektarchitekt in Berliner und Hamburger Architekturbüros. 1891 siedelte er von Hamburg nach Kassel um und wurde Mitglied im dortigen Ingenieurverein. Sein eigenes Büro gründete er 1894.
Im März 1897 wurde er Freimaurer in der Kasseler Johannisloge „Zur Eintracht und Standhaftigkeit“. Zur Aufnahme musste er einen kurzen handschriftlichen Lebenslauf und zwei Leumundszeugnisse beibringen, die noch überliefert sind. Er geriet mehrmals zwischen 1901 und 1906 in finanzielle Probleme und erhielt über die Loge dreimal ein privates Darlehn. Für sein Auskommen reiste er durch  Deutschland und kam dabei auch mit der Gemeinde Briesnitz in Kontakt.
Er war schon in Kassel eine Sozietät mit dem Architekten Hugo Stieger aus Hildesheim eingegangen. Ab 1911 war er für die Gemeinde Briesnitz tätig, zog um 1912 nach Briesnitz und wurde auf Antrag als außerordentliches Mitglied der Loge geführt, da er nicht mehr in Kassel ansässig war. 1914 siedelte er nach Dresden um. 1920 erlosch seine Anschrift im Adressbuch der Stadt und ab 1923 wurde er auch nicht mehr in der Mitgliederliste der Loge geführt.
Er war nie verheiratet und hatte keine Kinder.
Der weitere Lebensweg bis zu seinem Tode ist unbekannt. Es starb am 31. Januar 1933 in Kiedrich, wohin sein Vater 1893 umgesiedelt und 1911 gestorben war.

## Bauwerke (Auswahl)
- 1906: Café Prinzenhof im Vorderen Westen, Kassel, für die „feinere Gesellschaft“ ausgestattet mit[1]:
  - Linoleumbelag
  - modernen Stuckdecken
  - Zentralheizung
  - elektrischer Beleuchtung
- 1909 gemeinsam mit Hugo Stieger: Entwurf des Alten Gaußturms bei Göttingen
- 1911 gemeinsam mit Hugo Stieger: Entwurf für die Siedlung Briesnitz bei Dresden
- 1911 bis 1914 (Vertrag nicht verlängert): Planer und Bauleiter der Siedlung Briesnitz

## Schriften
- Das neue Rathaus: eine baukünstlerische Würdigung, Schneider, Kassel, 1910

## Weblink
- Architekt Rudolf Max Ludloff